# African-led International Support Mission to Mali
African-led International Support Mission to Mali (AFISMA) var västafrikanska stridande trupper som deltog i konflikten i Mali 2012–2013 på regeringsarméns sida, i enlighet med FN-resolution 2085, antagen den 20 december 2012.
Tillsammans med franska trupper gick AFISMA in i Mali i januari 2013 och tvingade fram ett fredsavtal med tuaregrebeller i juni, varefter man den 1 juli lämnade över ansvaret för säkerheten, inte minst gällande presidentvalet i Mali 2013  till FN-styrkan MINUSMA. Vid FN-övertagandet bestod AFISMA av cirka 6 000 västafrikanska soldater.